# シトロエン・BX
BX（Citroën BX、ベイクス）は、フランスの自動車メーカーであるシトロエンがかつて製造・販売していた、ハッチバックおよびステーションワゴン型の乗用車である。

## 歴史

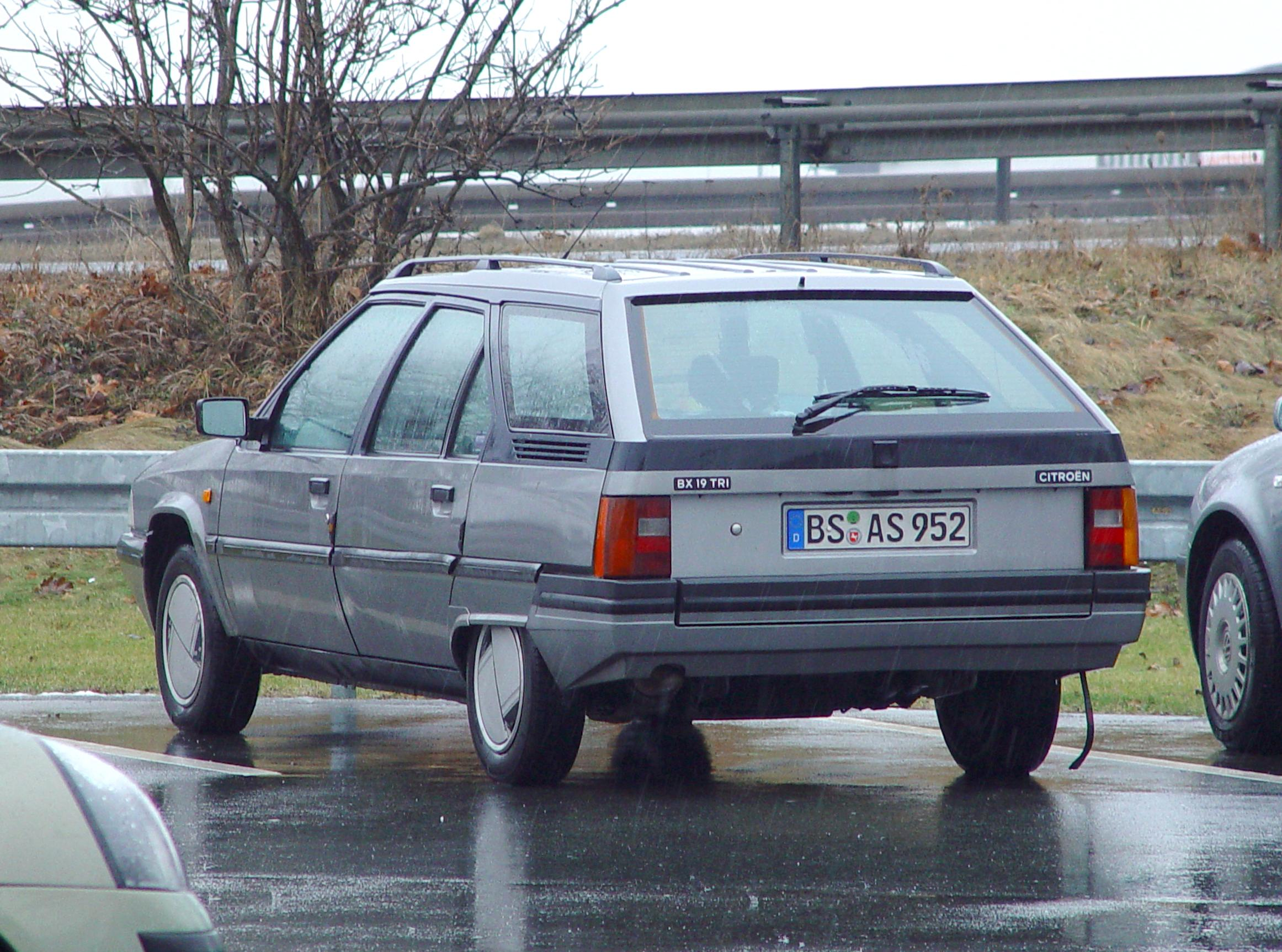
BXブレーク

GSAとCXの車格の間を埋める目的で、1982年秋にパリサロンで発表された。1985年にはブレークと呼ばれるステーションワゴンを追加し、1993年に後継車種のエグザンティアが登場するまで製造された。
11年間、毎年改良を加えられたBXだが、大きく改良された1987年以降の後期型とそれ以前の前期型に大別される。外装の差異は前後バンパーやフロントウインカー、フロントフェンダーの形状など小規模であるが、内装は前期型と後期型でかなり異なる。
前期型では、GSAやCX（前期型）と同様のボビン（回転ドラム）型スピードメーターをはじめ、ウィンカーやライト、ワイパー、ホーン、ハザード等のスイッチ類をメータークラスターに集中配置するなど個性の強いものを採用していたが、後期型では一部クラスタースイッチが残ったもののメータ類が全てアナログ式に、ウィンカー（セルフキャンセルされる）やライトなどのスイッチ類もコラムレバー型の一般的なものに変更された。
インテリアは機能的で、ロングホイールベースのため足元も広く、実用的なグローブボックスや各収納スペース、広大なリアのトランクなどを備え、1980年代の自動車デザインの流行であったスペース効率の追求を徹底していた。リアシートを折りたたむことで、トランクスペースを拡大し巨大な荷物も積むことができた。セルフレベリング機能により、荷重によるリアの沈み込みは全く起こらない。

## スタイル・機構
デザインは内外装ともにイタリアのカロッツェリア、ベルトーネ社において、ランボルギーニ・カウンタックやランチア・ストラトスなどのデザインで有名なマルチェロ・ガンディーニが手掛けた（ちなみに同社在籍時における、ガンディーニの最後の作品でもある）。ベルトーネはBXを機にシトロエンと関係を深め、XMやZX、エグザンティアでもデザインを担当した。
なお、このモデルはZXやXMと並んでシトロエン車最後のリアハーフスカートを履くモデルとなっている（ただしZXはハーフスカートというよりはリアフェンダー上部が少し沈んだ形式であり、正式なハーフスカートではない）。特徴的な1本スポークステアリングもこの時期のモデルが最後となった。
フロントボンネットやリアハッチゲートはFRP製であり（但し、初期型や一部の最後期型ではボンネットはスチール製）、車重は980kg（日本仕様では1,040kg～1,110kg）と軽量に収まっている。
ディーゼルエンジンはプジョー製であるが、ターボディーゼルエンジンは特筆すべき高性能エンジンであった。ラジエター部分から吸入された空気がボンネット内部につけられたエアーダクトを通って（外観的にはボンネットの形状はガソリンエンジンのそれと全く見分けがつかなかった）そのままエンジン上部に据えられた空冷式インタークーラーに入る仕組みとなっており、エンジンの高性能化に一役買っていた。イギリスではディーゼル・オブ・ザ・イヤーに輝いている。
燃費も非常に良く、高速道路では20km/Lを優に超える事も度々あり、扱いやすいエンジンとして評価された。出力も90psと高出力で、後年発売されたエグザンティアやXMのディーゼル車はインタークーラーがないため、同じディーゼルエンジンであっても出力は低くなっている（エグザンティアにおいては1.9L HDIでありながら同じ90馬力）。
サスペンションは、フロントがハイドロニューマチック・シトロエンとしては初めてストラット式でリアがトレーリングアーム式。スプリングは前後共にハイドロニューマティックを使用している。

## バリエーション

### Dyana
1986年にコンセプトとしてユーリエから発表されたモデル。BXブレークを2ドア化し、リアオーバーハングを延長してある。シトロエンに提案しただけで終わり、市販には至らなかった。2ドア化の際には、ただリアドアを埋めるだけでなく、フロントドアの延長、リアクォーターの窓の延長など、本格的な改造が施されていた。

### 16V

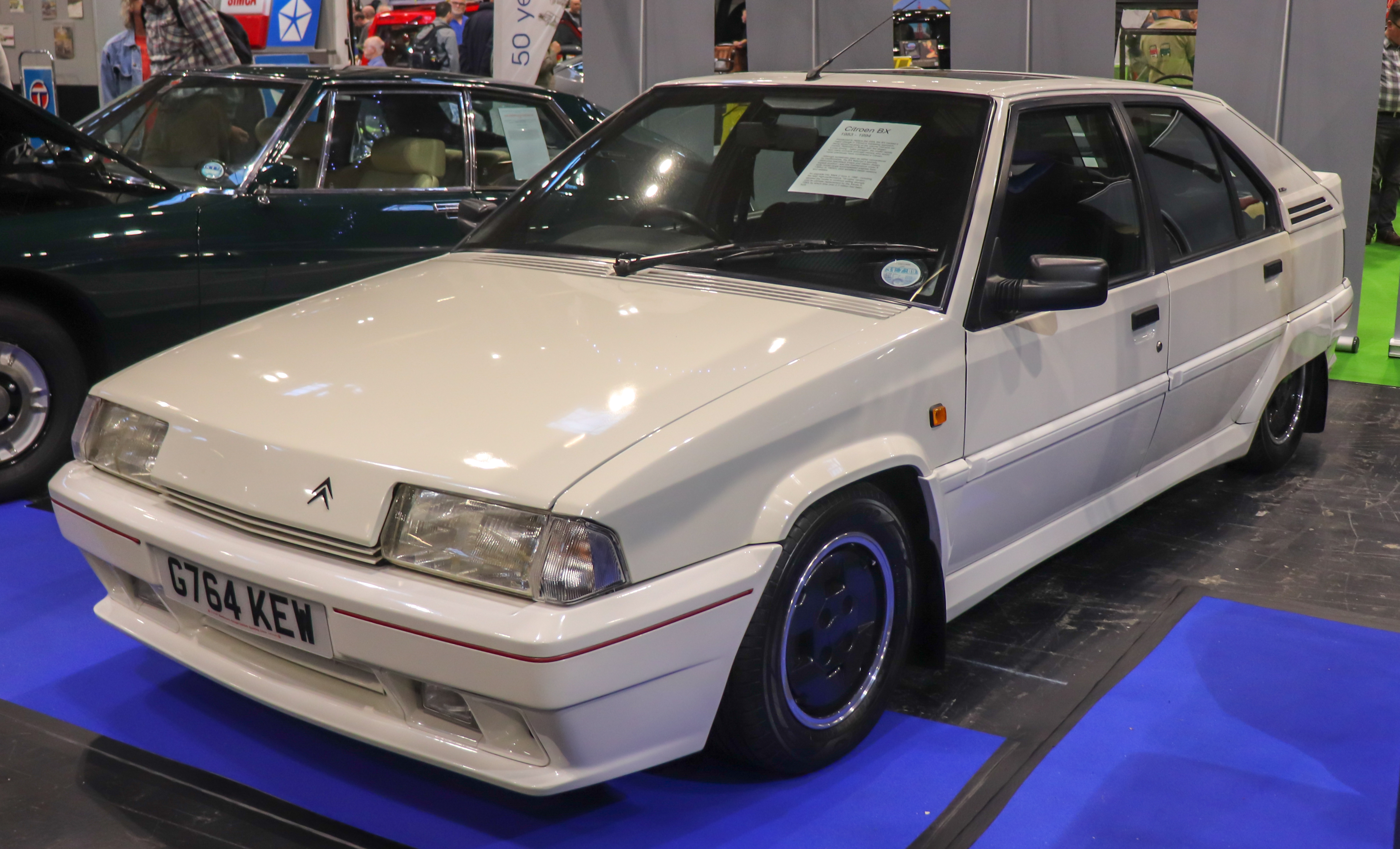
BX 16V

1987年5月に発売された、16バルブ・DOHCのハイスペックモデル。フランス車としては初めてDOHC機構を採用した車種で、ABSも標準装備となっている。
エンジンはプジョー・405MI16と共通の1.9L 直列4気筒DOHCガソリンエンジンを搭載し、発表当初は最高出力158 PS/6,800 rpmのXU9 J4（D6C)が搭載された（日本には8台のみ先行輸入）。1988年には触媒を搭載したXU9 J4/Z (DFW)（最高出力145 PS/6,400 rpm・最大トルク17.3 kgfm/5,000 rpm、いずれも日本仕様）に変更されている。
1990年にマイナーチェンジを受け、バンパーやリアスポイラーの意匠が変更された。サスペンションのセッティングも見直され、アンチロールバーをより固くすることでハンドリングの向上を図っている。

### 4TC

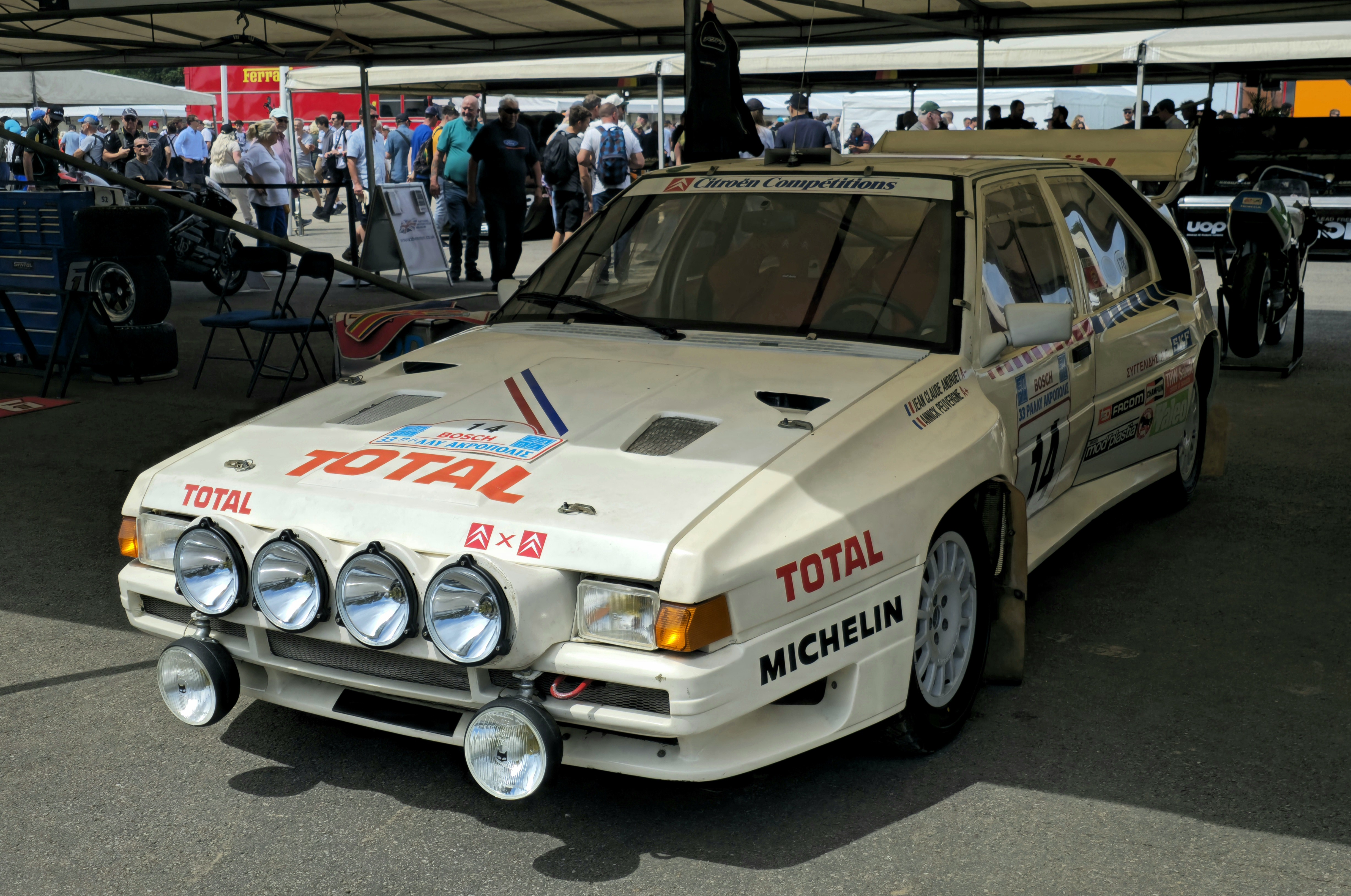
BX 4TC

世界ラリー選手権（WRC）グループBの参戦資格を得るために200台が製造されたホモロゲーションモデル。外観はワイドトレッド化に伴い前後フェンダーがブリスターフェンダーとなり、フロントライトの間に補助ライトが4灯埋め込まれ、リアには大型スポイラーが装着される。
エンジンはプジョー・504用ユニットがベースの、2.1 L 直列4気筒SOHCガソリンターボエンジンをフロントオーバーハングに縦置きで搭載した。そのため市販車・競技車ともに非常にフロントオーバーハングが長くなっている。
駆動方式は四輪駆動で、当時の最先端であったフルタイム4WD+ビスカス・カップリングではなく、パートタイム4WDであった。これは初期のアウディ・クワトロとほぼ同じである。
サスペンションは前後共にダブルウィッシュボーン式に変更されたが、スプリングはそのままハイドロニューマティックを使用していた。
競技用エボリューションモデルでは回頭性の向上を狙い、ラジエーターとチャージクーラーは後方に移されたものの、ハイドロニューマティックはそのまま流用された。
WRCでは、ラリー・モンテカルロ、スウェディッシュ・ラリー、アクロポリス・ラリーに出場した。しかし、ハイドロニューマティックの耐久性に難があり、「悪路ポリス」と揶揄される非常にハードな1986年のアクロポリス・ラリーでは、出走した3台すべてが序盤すぐにリタイアするという事態に見舞われた。
競技での成績不振と高価格で、市販車のほとんどは売れ残り廃棄された。現存する個体は全世界で30数台程度と推測され、うち2台は日本国内に存在している。

## 販売
シトロエン社史上、2CVに続く販売台数を誇り、ヨーロッパにおいてフォルクスワーゲン・ゴルフIIと並ぶ一大ベストセラー車となった。
これは、ハイドロニューマティックサスペンションの信頼性が上がったことや水冷エンジン（プジョー製）、ハイパワーディーゼルエンジン（プジョー製）の採用などの他に、使いやすく、そして合理的な構造になっていたこともその一因と考えられる。

### 日本での販売
当初は西武自動車販売のみが輸入していたが、1989年からはマツダが加わり、ユーノス店でも販売され、エグザンティアに世代交代するまで10年近くも輸入された。4速オートマチックやエアコン（クーラーではない）、パワーステアリングが装備され、一般ドライバーにも手を出しやすい存在となったこと、それにもかかわらずシトロエンらしさを十分に留めていたことが成功の要因となり、当時バブル景気の真っ只中であったことも重なって、現在でも累計で日本に最も多く輸入されたシトロエン車であり続けている。